# Саша Марковић (фудбалер, 1994)
Саша Марковић (Приштина, 30. септембар 1994) српски је фудбалер који тренутно наступа за Дубочицу. Игра на позицији одбрамбеног играча.